# Redes Móviles de Próxima Generación
La Alianza de Redes Móviles de Próxima Generación (en inglés Next Generation Mobile Networks , conocido por sus siglas NGMN) es una asociación de telecomunicaciones móviles formada por operadores móviles, proveedores, fabricantes e institutos de investigación. Fue fundada por los principales operadores móviles en 2006 como un foro abierto para evaluar las tecnologías candidatas para desarrollar una visión común de las soluciones para la próxima evolución de las redes inalámbricas. Su objetivo es garantizar el lanzamiento comercial con éxito de las futuras redes de banda ancha móvil a través de una hoja de ruta para la tecnología y las pruebas de usuario amigables. Su oficina se encuentra en Fráncfort, Alemania.
La Alianza NGMN complementa y apoya a las organizaciones de estándares al proporcionar una visión coherente de lo que requieren los operadores móviles. Los resultados del proyecto de la alianza han sido reconocidos por grupos como el Proyecto de Asociación de Tercera Generación (3GPP), TeleManagement Forum (TM Forum) y el Instituto de Ingenieros Eléctricos y Electrónicos (IEEE).

## Actividades
La fase inicial de la Alianza NGMN involucró grupos de trabajo sobre tecnología, espectro, derechos de propiedad intelectual (IPR), ecosistemas y pruebas, para permitir el lanzamiento de servicios móviles comerciales de próxima generación en 2010. En un libro blanco publicado por primera vez en marzo de 2006, NGMN resumió una visión para las comunicaciones de banda ancha móvil e incluyó recomendaciones y requisitos. Proporcionó a los operadores las prioridades relativas de las características clave del sistema, las recomendaciones del sistema y los requisitos detallados de los estándares para la próxima generación de redes, dispositivos y servicios de banda ancha móvil.
Desde julio de 2007 hasta febrero de 2008, se evaluaron estándares y tecnologías para redes móviles de próxima generación. Estos fueron 3GPP Long Term Evolution (LTE) y su Evolución de la Arquitectura del Sistema (SAE), IEEE 802.16e (productos conocidos como WiMax), 802.20, y Ultra Banda ancha Móvil.
En junio de 2008, la Alianza NGMN anunció que, "basándose en una evaluación de tecnología exhaustiva, la junta directiva de NGMN concluyó que LTE / SAE es la primera tecnología que cumple ampliamente con sus requisitos tal como se define en el documento técnico de NGMN. La Alianza NGMN, por lo tanto, aprueba a LTE / SAE como su primera tecnología compatible”. También en junio de 2008, la alianza anunció que trabajaría con el Foro Femto para asegurar que las femtoceldas se beneficien de la tecnología.
La alianza trabajó en los derechos de propiedad intelectual "para adaptar el régimen de derechos de propiedad intelectual existente para proporcionar una mejor previsibilidad de las licencias de derechos de propiedad intelectual (...) para garantizar costos de derechos de propiedad intelectual justos, razonables y no discriminatorios (FRAND)". Como parte de este trabajo, emitió una solicitud pública de información sobre la administración del grupo de patentes LTE.
La alianza proporcionó información a la Conferencia Mundial de Radiocomunicaciones (WRC) de la  Unión Internacional de Telecomunicaciones (UIT) sobre la asignación de frecuencias, ya que consideraron una política de asignación de espectro alineada a tiempo y globalmente clave para el desarrollo de un ecosistema viable a escala nacional, regional y mundial. La UIT y los organismos regionales están desarrollando acuerdos de canalización para las bandas de frecuencia identificadas en la Conferencia Mundial de Radiocomunicaciones de la UIT en 2007. En octubre de 2009, el grupo de trabajo sobre espectro de NGMN lanzó la "Actualización de requisitos de espectro de redes móviles de próxima generación", que contiene el estado y los puntos de vista y NGMN. Requisitos sobre bandas de frecuencia identificadas en la CMR-07 de la UIT.
Dado que los dispositivos, las redes y los servicios de la próxima generación deben sincronizarse para un lanzamiento exitoso, NGMN publicó en febrero de 2009 un documento que proporcionaba definiciones genéricas para los dispositivos de la próxima generación (solo datos) para garantizar que los dispositivos estuvieran disponibles en el momento en que las primeras redes estaban lanzado en 2010.
Después del lanzamiento de las primeras redes LTE en 2010, la alianza abordó los desafíos del despliegue de la red, las operaciones y el interfuncionamiento, mientras se enfocaba en LTE y su núcleo de paquetes evolucionado, según lo define la evolución de la arquitectura del sistema.
En septiembre de 2010, NGMN publicó recomendaciones sobre aspectos operativos de las redes de la próxima generación. La complejidad creciente y el costo creciente de las operaciones de red debido a la heterogeneidad de las redes (que soportan diferentes tecnologías), la cantidad de elementos de la red, la necesidad del mercado de ganar flexibilidad en la administración del servicio y mejorar la calidad del servicio impulsan la necesidad de mejorar las operaciones generales de la red. El documento describe los requisitos para funcionalidades de red autoorganizadas y operaciones y mantenimiento (O&M) para abordar estos problemas.
En 2014, la Junta de NGMN decidió centrar las actividades futuras de NGMN en la definición de los requisitos de extremo a extremo para 5G. Un equipo global ha desarrollado el Libro Blanco 5G de NGMN (publicado en marzo de 2015) que entrega los requisitos consolidados del operador que respaldarán la estandarización y el desarrollo de 5G. NGMN alienta a la industria a tener soluciones 5G disponibles para 2020. Sin embargo, se espera que la introducción comercial de 5G varíe de un operador a otro.

En 2015, la NGMN lanzó un programa de trabajo centrado en 5G que se basará y desarrollará en mayor medida las directrices del Libro Blanco. Los principales elementos de trabajo de 5G NGMN para 2015 son; el desarrollo de los requisitos técnicos de 5G y los principios de diseño arquitectónico, el análisis de soluciones 5G potenciales y la evaluación de casos de uso futuros y modelos de negocio. Además, los equipos de proyecto NGMN abordarán las áreas de IPR y Spectrum desde una perspectiva 5G. En septiembre de 2015, la NGMN publicó una sesión de preguntas y respuestas sobre 5G:

¿Qué nos permitirá hacer 5G en comparación con el día de hoy?
5G será un entorno de sistema de extremo a extremo para permitir una sociedad totalmente móvil y conectada. Permite potenciar la creación de valor gracias a modelos de negocio sostenibles. Los casos de uso típicos para 5G son el acceso de banda ancha interior y exterior de alta capacidad / alto rendimiento en áreas urbanas densas, mayor movilidad de usuarios, Internet de las cosas, comunicación extrema en tiempo real, comunicación ultra confiable y de línea de vida, así como servicios de difusión.
¿Cómo enriquecerá 5G nuestra vida cotidiana de acuerdo con el Libro Blanco?
Además de respaldar la evolución de los casos de uso de banda ancha móvil prominentes establecidos, 5G admitirá innumerables casos de uso emergentes con una gran variedad de aplicaciones. Como ya se mencionó, 5G nos permitirá cubrir casos de uso que van desde aplicaciones de "Internet de las Cosas" con requisitos de ancho de banda muy bajos hasta casos con una demanda muy alta de latencia y velocidad de datos. Además, NGMN prevé aplicaciones de video sensibles a la demora, aplicaciones de entretenimiento de alta velocidad en vehículos y servicios de "movilidad a pedido" para objetos conectados. También habrá nuevos servicios habilitados en el área de salud y seguridad con requisitos extremos en términos de confiabilidad del sistema. Además, los servicios futuros se entregarán en un entorno completamente heterogéneo y en una amplia gama de dispositivos, como teléfonos inteligentes, dispositivos portátiles y comunicación de tipo máquina.
¿Qué demandas deben cumplir las redes del futuro para gestionar el enorme crecimiento en conectividad y densidad de tráfico?
Los casos de uso de 5G exigen requisitos muy diversos ya veces extremos. En el Libro Blanco de la NGMN, los requisitos se han definido en seis áreas distintas: experiencia del usuario, rendimiento del sistema, dispositivos, servicios mejorados, modelos de negocio, implementación y operación de la red. Se anticipa que una sola solución para satisfacer todos los requisitos extremos al mismo tiempo puede llevar a un exceso de especificaciones y un alto costo. Sin embargo, se anticipa que varios casos de uso estarán activos al mismo tiempo en la misma red de operadores, lo que requerirá un alto grado de flexibilidad y escalabilidad de las redes 5G. NGMN visualiza una arquitectura que aprovecha la separación estructural de hardware y software, así como la capacidad de programación ofrecida por SDN y NFV. Como tal, la arquitectura 5G será una arquitectura SDN / NFV nativa que cubrirá aspectos que van desde dispositivos, infraestructura (móvil / fija), funciones de red, capacidades de habilitación de valores y todas las funciones de administración para orquestar el sistema 5G. En el lado del acceso por radio, será esencial proporcionar tecnologías de antena mejoradas para MIMO masivo en frecuencias por debajo de 6 GHz y desarrollar nuevos diseños de antena dentro de factores de forma prácticos para un gran número de elementos de antena en frecuencias más altas.

## Organización
La Alianza NGMN está organizada como una asociación de más de 80 socios de la industria de telecomunicaciones móviles e investigación. Alrededor de un tercio son operadores móviles, que representan más de la mitad de la base total de suscriptores móviles en todo el mundo. El resto incluye proveedores y fabricantes que representan más del 90% de la huella global del desarrollo de redes móviles, así como universidades o institutos de investigación no industriales.

## Cooperación
La Alianza NGMN coopera con organismos de estándares y organizaciones de la industria como 3GPP, el Instituto Europeo de Normas de Telecomunicaciones, la Asociación GSM, y el TM Forum. En julio de 2010, la alianza y el TM Forum acordaron trabajar juntos en sistemas y operaciones de gestión optimizados de la próxima generación de redes móviles. En mayo de 2011, la alianza se convirtió en un socio de representación de mercado para el 3GPP.
En diciembre de 2014, ETSI y NGMN firmaron un acuerdo de cooperación para intensificar el diálogo y el intercambio de información entre las dos organizaciones.